# Pankratiuskapelle (Altwiesloch)

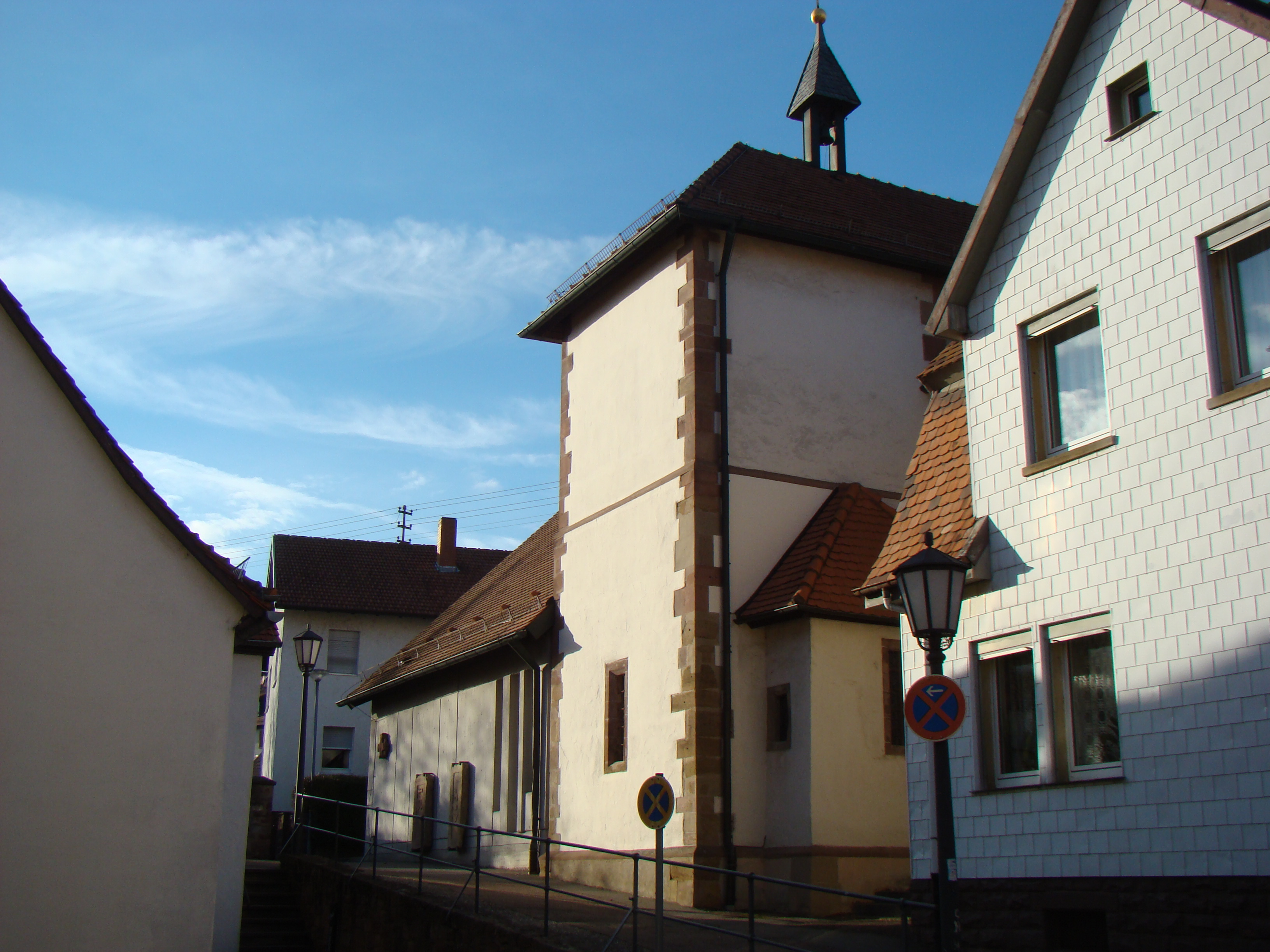
Pankratiuskapelle in Altwiesloch

Die Pankratiuskapelle in Altwiesloch, einem Stadtteil von Wiesloch im Rhein-Neckar-Kreis in Baden-Württemberg, ist ein historisches Kirchengebäude, dessen älteste Teile wohl aus dem 14. Jahrhundert stammen.

## Geschichte
Die Kapelle entstand wohl im 14. Jahrhundert außerhalb der Wasserburg Altwiesloch, woraufhin man die alte Burgkapelle im Burginneren zum Archiv umgenutzt hat. Das Patronatsrecht der Burgkapelle lag beim Kloster Schönau und wurde auf die neue Kapelle übertragen. Der älteste Teil der Kapelle ist die heute als Sakristei genutzte Seitenkapelle, die im Gewölbeschlussstein das Wappen der Herren von Ehrenberg zeigt, und später mit einem kleinen Turm überbaut wurde. Als Auftraggeber für den Bau kommt der Speyrer Bischof Gerhard von Ehrenberg (im Amt 1336 bis 1363) in Betracht oder aber ein als Burgmann zu Altwiesloch gesessenes anderes Mitglied der damals einflussreichen Adelsfamilie. Durch Schwarz-Reinhard von Sickingen, der Burg und Ort Altwiesloch ab 1405 besaß, wurde die Kapelle um den heutigen Chor erweitert, der im Schlussstein und auf Konsolsteinen die Wappen Schwarz-Reinhards und seiner Verwandten aus den Familien der Herren von Niefern, der Gabel von Obrigheim und der Herren von Neipperg zeigt. Auf Schwarz-Reinhard geht 1428 auch die Ausstattung der Kapelle mit drei Altären und zugehörigen Pfründen zurück.
Der Aufbau des Chors wies noch im 19. Jahrhundert einen Aborterker auf. Aus den turmartigen Aufbauten und aus dem Aborterker schließt man, dass das Gebäude zeitweilig auch Wohnturm einer Adelsfamilie gewesen sein könnte, wenn nicht sogar schon seine Ursprünge in einem Adelssitz liegen.
Unter Schwarz-Reinhards Schwiegersohn, Reinhard von Neipperg, wurde die Kapelle dann zur Pfarrkirche erhoben. Spätestens unter den Herren von Neipperg wurde dann auch ein Langhaus erbaut sowie Chor und Seitenkapelle ausgemalt. Die dem hl. Pankratius geweihte Kirche wurde nach der Reformation in der Kurpfalz 1556 wohl nur noch selten benutzt.
Das Langhaus wurde im 17. Jahrhundert, im Dreißigjährigen Krieg oder im nachfolgenden Pfälzischen Erbfolgekrieg, zerstört, blieb aber als Ruine erhalten. Um 1700 fanden katholische Gottesdienste im Chor statt. Bei der kurpfälzischen Kirchenteilung von 1705 erhielt die reformierte Gemeinde die Kapelle zugesprochen und nutzte sie für Trauerfeiern. 1764 erwirkte die katholische Gemeinde wieder eine Nutzung der Kapelle. In jenem Jahr wurde auf Bestreben von Pfarrer Petri auch der Turm auf der Seitenkapelle erneuert, im Folgejahr wurde eine neue barocke Ausstattung beschafft. 1801 gründete einer der damaligen Ganerben Altwieslochs, der Obrist Freiherr von Leoprechting, einen Kapellenfond zur Unterhaltung des Bauwerks. 1870 wurde der Chor renoviert, 1873 übernahm man eine alte Orgel aus Malschenberg.
Um 1900 gab es Pläne, an Stelle der Langhausruine ein Feuerwehr-Spritzenhaus zu errichten. 1906 erwarb jedoch die katholische Kirchengemeinde das Anwesen und plante dort den Bau einer Kinderschule. Der großherzogliche Konservator der kirchlichen Denkmäler der Kunst und des Altertums, Prof. Sauer, sprach sich in einem Bericht vom 24. Januar 1912 gegen das Bauvorhaben aus. Er betonte die „malerische Wirkung“ des „Idylls“ „inmitten der durchweg stillosen, um nicht zu sagen häßlichen modernen Wohnhäuser“ und brachte auch baupolizeiliche Bedenken vor, so dass die Baupläne verworfen wurden und die efeuüberwachsene Ruine erhalten blieb. 1921 beantragte der Wieslocher Gemeinderat schließlich den Abriss der gesamten baufälligen Kapelle, dem das Bezirksamt Wiesloch jedoch widersprach. Die nötigen Sicherungskosten wurden vom badischen Minister für Kultus und Unterricht übernommen.
1931 hat man die alten Fresken in Chor und Seitenkapelle freigelegt. Nachdem 1933 eine Gottesdienstbesucherin beobachtet haben will, wie der auf dem Altarbild dargestellte Jesus die Augen hob, fanden zeitweise Wallfahrten zu der Kapelle statt. Ein kirchliches Gutachten hat dem vermeintlichen Wunder Einhalt geboten.
Von 1972 bis 1974 wurde die Kapelle restauriert, wobei sie auch wieder ein neues Langhaus nach Plänen des Baudirektors Manfred Schmitt-Fiebig erhielt.

## Beschreibung

### Architektur

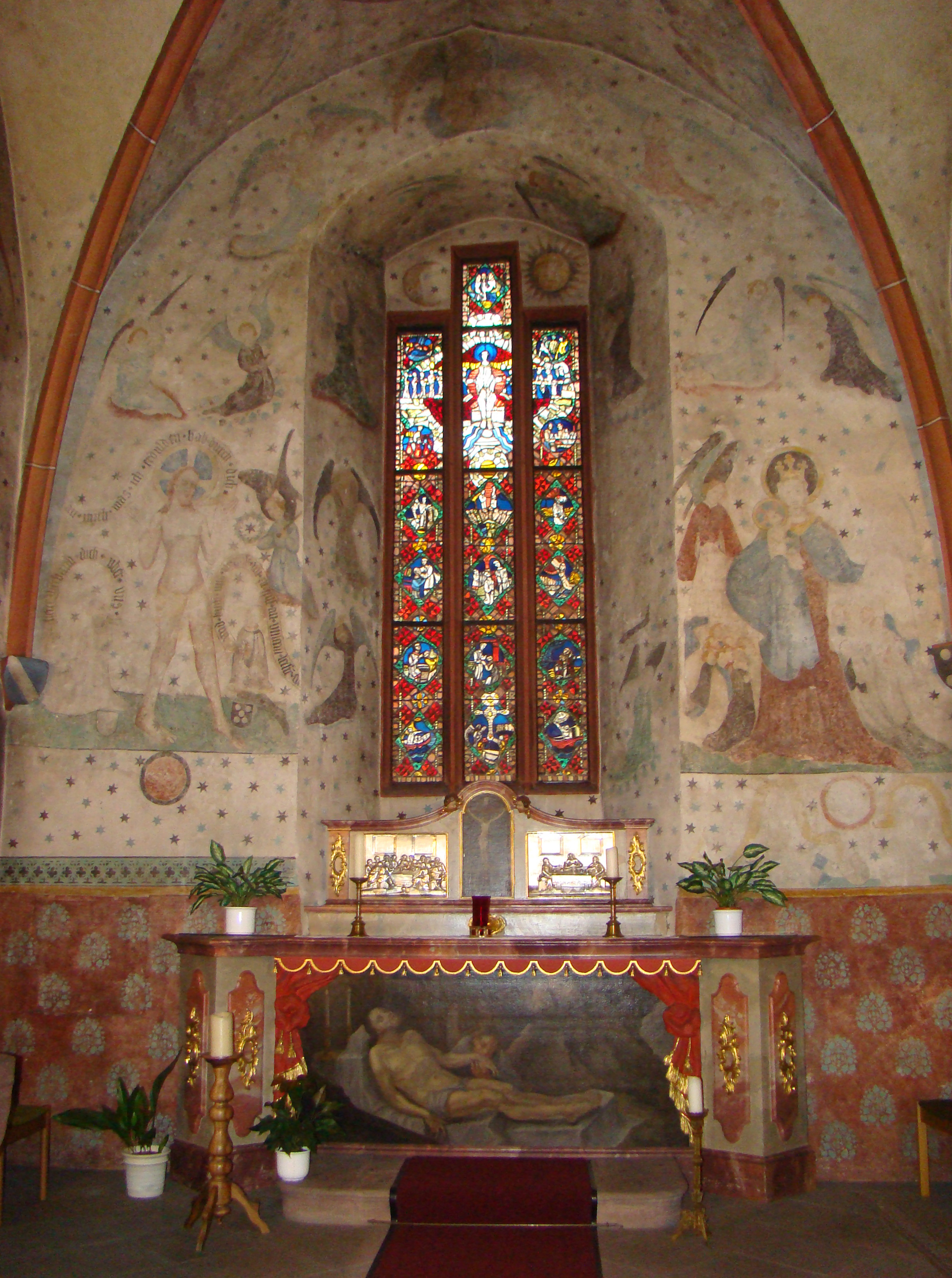
Blick in den Chor

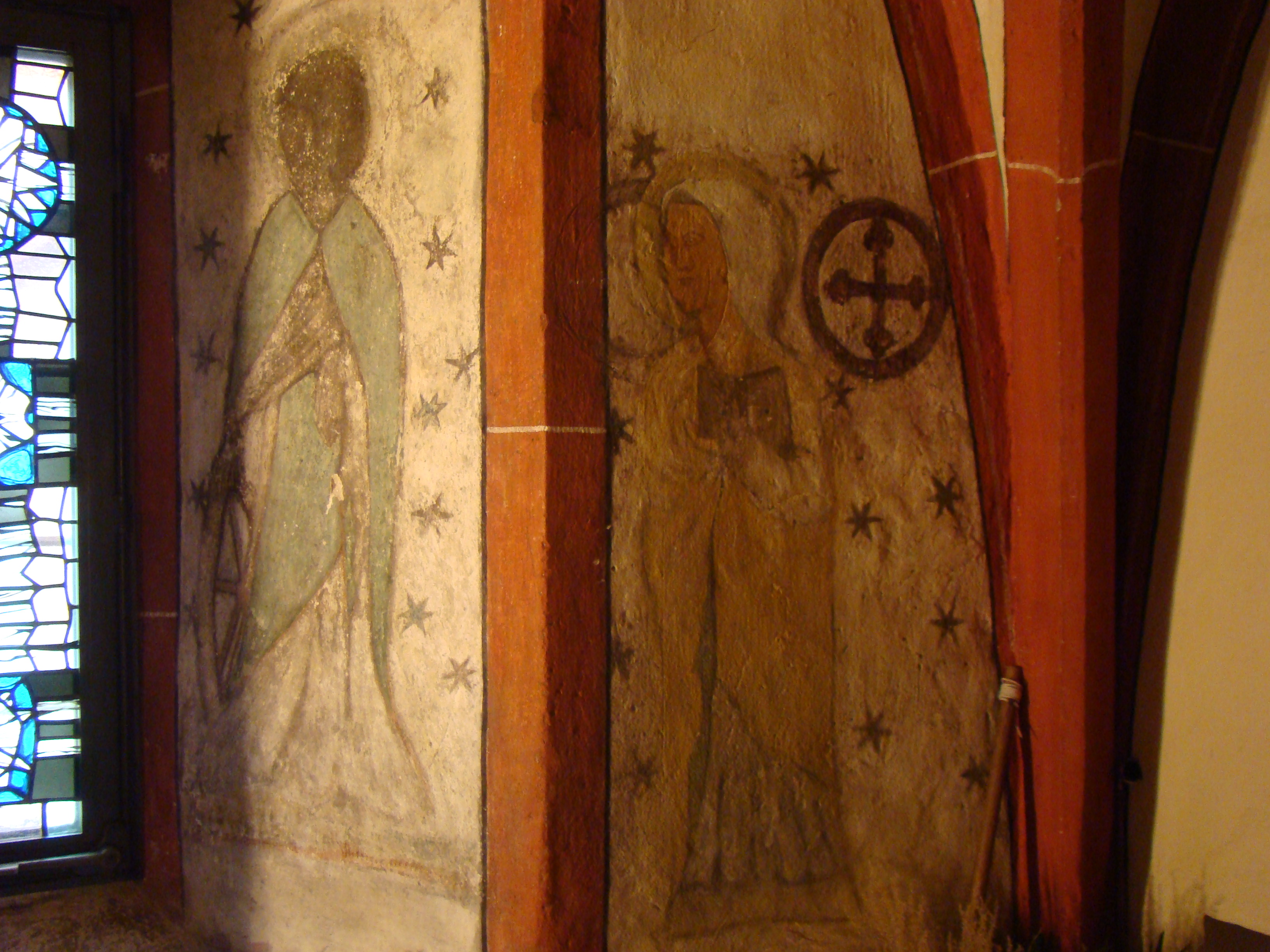
Detail der Wandmalereien in der Sakristei

Die Pankratiuskapelle ist ein einschiffiger Kirchenbau mit nach Osten angebautem quadratischen Chor, von dem ein Durchgang zur im Winkel von Langhaus und Chor befindlichen, mit einem Turm mit Dachreiter überbauten und ebenfalls nahezu quadratischen Sakristei führt. Der älteste Bauteil ist die Sakristei aus dem 14. Jahrhundert, gefolgt vom Chor aus dem frühen 15. Jahrhundert, vom Turmaufbau der Sakristei von 1764 und schließlich vom Langhaus von 1972. Das aus Beton errichtete Langhaus hat eine Grundfläche von etwa 10 × 12 Metern und wurde so geplant, dass seine Längswände mit den Außenwänden von Chor und Sakristei fluchten. Das zerstörte Vorgängerbauwerk war schmäler und hatte nur die Ausmaße von etwa 10 × 6 Meter gehabt.
Der Chor öffnet sich zum Langhaus hin mit einem gotischen Sandsteinbogen. Chor und Sakristei werden von Kreuzrippengewölben überspannt, deren Schlusssteine jeweils das Wappen der jeweiligen Bauherren (Ehrenberg in der Sakristei, Sickingen im Chor) zeigen. Die Konsolen des Chorgewölbes zeigen weitere Wappen, nämlich nochmal das des Schwarz-Reinhard von Sickingen sowie die seiner beiden Ehefrauen (Obrigheim, Niefern) und seines Schwiegersohns (Neipperg).

### Wandmalereien
Die Malerei an Wänden und Decke des Chors stammt aus der Zeit des Weichen Stils um 1430. Links vom Chorfenster ist Christus als Schmerzensmann dargestellt, angebetet von zwei knienden Stiftern, wohl Schwarz-Reinhard von Sickingen und eine seiner Ehefrauen. Auf der gegenüberliegenden Seite ist eine Schutzmantelmadonna dargestellt. Im Gewölbe befinden sich Evangelistensymbole. Die Szenerie wird durch unzählige Engel und Sterne ergänzt. Die Malerei wird dem Umkreis des Meisters des Frankfurter Paradiesgärtleins oder des Stefan Lochner zugeschrieben.
Die Malerei in der Sakristei stammt aus der Zeit nach 1500 und befindet sich auf Putzschichten, die über den alten Weihekreuzen liegen. In der Sakristei sind vor allem Heilige dargestellt, darunter die hl. Barbara mit Turm und der hl. Laurentius.

### Ausstattung
Der Altar im Chor stammt aus der Zeit um 1765. Der Altartisch ist mit einem großformatigen Gemälde der Grablegung Christi versehen, das 1932/33 restauriert wurde und wenig später aufgrund des vermeintlichen Wunders den Anlass zu den Wallfahrten zur Kirche gab. Der Altaraufbau besteht aus zwei versilberten Reliefs mit Darstellungen des Abendmahls und der Emmausszene zu beiden Seiten eines kleinen Kreuzigungsgemäldes auf der Tabernakeltür. Zur weiteren Ausstattung zählen eine Kreuzigungsgruppe und Figuren des hl. Sebastian und des hl. Wendelin ebenfalls aus der Zeit um 1765. Eine Madonnenfigur und ein hl. Pankratius wurden um 1900 nachträglich beschafft. Der romanische Taufstein im Chor stammt wohl noch aus der alten Burgkapelle und befand sich zeitweilig in den 1960er und 1970er Jahren auch im Wieslocher Heimatmuseum.
Die Glasfenster der Kirche schuf 1972 Valentin Peter Feuerstein. Sie zeigen Motive aus dem Leben des Kirchenpatrons Pankratius sowie Szenen aus dem Leben Jesu und spannen mit dem biblischen Motiv des Weinstocks und dem Winzer-Patron Urban sowie der Bergbau-Heiligen Barbara auch einen Bogen zur Wieslocher Ortsgeschichte.
Im Inneren und an der Außenwand der Kirche befinden sich zahlreiche historische Grabplatten der einstigen Ortsherrschaft Sturmfeder von Oppenweiler und von Geistlichen. Zu den bedeutenden Grabplatten zählen im Inneren die des Friedrich Sturmfeder von 1521 im Boden des Chors und die des Priesters Wilhelm König von 1526.